# Charles Bachman
Charles William Bachman (Manhattan, Kansas, SAD, 11. prosinca 1924. - Lexington, Massachusetts, 13. srpnja 2017.) bio je američki informatičar koji je 1973. godine dobio Turingovu nagradu za svoje doprinose razvoju baza podataka.
Cijelu je karijeru proveo kao industrijski istraživač, programer i menadžer, a ne u akademiji. Bio je posebno poznat po svom radu u ranom razvoju sustava upravljanja bazama podataka. Njegove tehnike slojevite arhitekture uključuju njegove Bachmanove dijagrame nazvane po njemu.

## Životopis
Charles Bachman rođen je 1924. gradu Manhattan, Kansas, gdje je njegov otac Charles Bachman Jr. bio glavni nogometni trener na Kansas State Collegeu. Pohađao je srednju školu u gradu East Lansing, Michigan.
U Drugom svjetskom ratu pridružio se vojsci Sjedinjenih Država. Oko 2 godine, od ožujka 1944. do veljače 1946., je proveo na jugozapadnom Pacifiku, služeći u protuzrakoplovnom artiljerijskom korpusu u Novoj Gvineji, Australiji i Filipinskim otocima. Tamo je prvi put koristio računala za upravljanje vatrom za ciljanje topova od 90 mm.
Nakon otpusta 1946. godine pohađao je Michigan State College, gdje je 1948. diplomirao strojarstvo. Bio je član Tau Beta Pi. Sredinom 1949. oženio se Connie Hadley. Potom je pohađao Sveučilište u Pennsylvaniji, gdje je 1950. magistrirao strojarstvo.
Bachman je umro 13. srpnja 2017. u svojoj kući u Lexingtonu, Massachusetts, od Parkinsonove bolesti u dobi od 92 godine.

## Vanjske poveznice
- Biografija Charlesa Bachmana  Arhivirana inačica izvorne stranice od 3. siječnja 2013. (Wayback Machine)
- Popis radova Charlesa Bachmana